# Тунгчуан
Тунгчуан (铜川) град је Кини у покрајини Шенси. Према процени из 2009. у граду је живело 225.682 становника.

## Становништво
Према процени, у граду је 2009. живело 225.682 становника.
| 1990.   | 2000.   | 2009    |
| ------- | ------- | ------- |
| 193.290 | 214.595 | 225.682 |